# Erzurum
|  | Per a altres significats, vegeu «Província d'Erzurum». |

Erzurum és una ciutat de la part oriental de Turquia, capital de la província homònima. Fou l'antiga ciutat armènia de Karin (Կարին), ciutat molt ben situada dins el regne d'Armènia, va quedar en poder de l'Imperi Romà el 387 quan havia patit força destrucció. Els romans la van restaurar i li van donar el nom de Teodosiòpolis el 415 tot i que la població armènia, que era majoria la va continuar anomenant Karin, nom que des del 415 va portar només durant el domini persa del 607 al 623. Conservà aquest nom fins al 1080 quan fou conquerida pels oghuz (menys durant la dominació àrab en què es va dir Kali des de vers el 700 fins al 949). El seu nom deriva de Arz-u Rum (La terra dels romans).
La ciutat té vora 400.000 habitants (361.235 al cens del 2000), i es troba a un altiplà de 1.950 metres. És un nus de comunicacions. La ciutat moderna té tres avingudes principals, una universitat (anomenada Ataturk), i molts edificis històrics, entre ells la mesquita Ulu djami (construïda el 1179), la madrassa Cifte Minareli (l'edifici més característic de la ciutat), les tres tombes (Üç Kümbetler), la tomba de Hatuniye (del segle xiii), la madrassa de Khundi Khatun, la madrassa Yakutiye (també del segle xiii), i una mesquita construïda per l'arquitecte Sinan el segle xvi anomenada mesquita de Lala Mustafa Pasha. El monument Aziziye commemora les guerres entre Rússia i Turquia. A la ciutat hi ha també l'antiga ciutadella, la torre de la Campana, el Caravanserai de Rustem Pasha i el Bedesten.

## Història
Teodosiòpolis (Theodosiopolis) fou una ciutat d'Armènia, antiga Karin, refundada per Teodosi II i engrandida per l'emperador Anastasi. Justinià I la va fortificar.
El 387, a la partició d'Armènia, Karin va quedar a l'Armènia romana. Vers el 415 l'emperador Teodosi va permetre difondre el nou alfabet armeni per les províncies armènies de l'Imperi Romà d'Orient, i va fer reconstruir Karin a la qual es va donar el nom de Teodosiòpolis. Els perses van atacar l'Armènia romana, especialment Teodosiòpolis i Martiriòpolis (armeni Neferkert, modern Mayyafariquin), el 502. El 18 de març del 536 es va crear la província d'Armènia Prima amb Teodosiòpolis i la seva regió fins al Pont oriental, incloent Satala, Nicòpolis, Trebisonda i Kerasunte.
El 577 Còsroes va enviar un exèrcit a Armènia sota la direcció de Tahm-Khusro. L'exèrcit va triomfar a Bolorapahat (a Basean) i a Kethin (Bagrevand) i va arribar fins a Teodosiòpolis, on fou rebutjat pel comte romà Maurici.
El 591 amb els nous territoris cedits per Pèrsia la província d'Armènia Prima va desaparèixer i es van crear dos províncies noves: Armènia interior (l'antiga Armènia Prima engrandida amb territoris cedits pels perses entre Karin i Kars) i Armènia Inferior (entre Kars i el llac Sevan i fins a l'Araxes i al Kura).
El 603 va esclatar la guerra entre l'Imperi Romà i Pèrsia. El 607 les forces perses, manades pel general Ashtat Djestavar, van obtenir una gran victòria a la regió de Dou (nord-est de Teodosiòpolis) i una altra a Udru, al Basean, és a dir ambdues entre el Basean i la regió de Karin, i va arribar fins a Satala. Teodosiòpolis fou assetjada i es va rendir quan els perses van presentar a un home que deia ser el fill de l'emperador Maurici i clamava contra la usurpació de Focas. Llavors la ciutat es va dir Karin.
Heracli el 623 va desembarcar a Trebisonda va travessar el Pont i va entrar a Armènia. Va passar per Karin, que va ocupar i llavors va recuperar el nom de Teodosiòpolis, i va anar fins a Dvin ocupant també aquesta ciutat. Els perses la van retornar definitivament pel tractat de pau del juny del 628.
A Teodosiòpolis es va reunir un sínode (631) per buscar d'unitat de les esglésies grega i armènia. Finalment, després de mesos de discussió, la qüestió del concili de Calcedònia es va ometre per motius de conveniència i el sínode es va limitar a una condemna del nestorianisme, i així el patriarca armeni Ezr va poder adherir a les fórmules que se li presentaven i els grecs el van poder considerar admès a l'ortodòxia (632).
El 653 fou ocupada pels àrabs. Constantí II va envair Armènia el 654. Es va establir a Teodosiòpolis i molts nakharark armenis van anar allí i li van fer submissió. Però la va perdre el 656. Els romans la tornaven a dominar el 686 i els àrabs el 700. Els àrabs la van anomenar Kali o Kalikala (o Karnoy Kalat).
Els romans van envair Armènia el 751 i van ocupar Melitene, Clàudia i Teodosiòpolis, però no pogueren mantenir-les i les van evacuar el 752 després de destruir-les completament. Tota la població fou traslladada a territori imperial mes a l'oest. El 753 el governador d'Armènia Yazid va anar a Teodosiòpolis i la va reconstruir però la va poblar d'àrabs i li va donar el nom de Kali.
A la rebel·lió general dels nakharark del 771 una assemblea va decidir atacar Karin (Kali), menys defensada que Dvin i més propera a la frontera romana. La ciutat fou assetjada però no va poder ser conquerida. El califa va enviar trenta mil soldats de Khorasan (772) dirigits pel general Amr o Amru conegut per Umar que es va establir a Khelat (Akhlat). Aquesta arribada fou advertida secretament als rebels, però no van creure l'avís i el setge de Karin va seguir. Per la seva banda Hamzasp Ardzruni va atacar Ardjesh, on hi havia una guarnició àrab. Vers allí va marxar Amr o Amru que va infligir a Hamazasp una derrota total (15 d'abril del 772). Els àrabs es van desplaçar al Bagrevand i van acampar a Ardzeni mentre la notícia de la derrota arribava a Karin el setge de la qual fou aixecat i van decidir anar a morir en batalla a Bagrevand on van lliurar i perdre la batalla que va posar fi a la revolta (25 d'abril del 772)
Amb la crisi del califat Abbàssida al segle x es va independitzar i els àrabs la van conservar fins a la conquesta el 949 pel general romà d'Orient Joan Curcues i va recuperant el seu anterior nom. Va esdevenir la capital del Tema de Teodosiòpolis, i Basili II la va fer servir de quarter durant la seva guerra amb David de Geòrgia el 1021.
Va aguantar alguns atacs dels turcs oghuz fins que fou ocupada el 1080 per l'amir Ahmed que va crear l'emirat dels Saltúkides. En aquest temps va agafar el nom d'Erzurum de Arzen i Rum (la ciutat havia estat el refugi de molta gent d'Arzen i de molts rum és a dir romans). El 1201 va ser ocupada pels seljúcides d'Anatòlia i fou seu d'un malik (príncep) de la família que la posseïa com a feu.
Possessió del seljúcides, fou conquerida pels mongols dirigits per Baydju el 1242 i va pagar un tribut elevat. Després de la caiguda dels Il-kan va ser ocupada per l'emir Cobànida Hasan el 1340 i per l'emir Ala al-Din Eretna el 1360. El 1385 fou ocupada pels Kara Koyunlu i el 1465 pels Ak Koyunlu. El 1502 fou ocupada pel safàvida Ismail i conquerida pels otomans després de la victòria de Čaldiran el 1514.
El 1534 va esdevenir capital d'un beglerbegilik amb els següents sandjaks:
- Erzurum
- Shebin
- Kara-Hisar
- Kighi
- Khinis
- Yukari-Pasin
- Malazgird
- Tekman
- Kizučan
- Ispir
- Tortum
- Namervan
- Medjinkerd

El 1540 els reglaments fiscal d'Uzun Hasan foren substituïts pel kanum otomà normal.
El 1622 a la mort del sultà Othman II, el beglerbegi Abaza Paixà, amb el suport de la població i dels djilalis es va revoltar contra el govern central dominat pels geníssers i va resistir als exèrcits enviats contra ell fins al setembre del 1628.
El setembre de 1829 fou ocupada per Rússia temporalment. El 1878 fou ocupada altre cop; i per tercera vegada el febrer del 1916 però fou evacuada a començaments del 1918. El 23 de juliol de 1919 es va celebrar allí el primer congrés nacional turc presidit per Mustafa Kemal (Ataturk).

## Esports
- Universíades d'hivern 2011 va ser realitzat a Erzurum.